# 海蝕洞

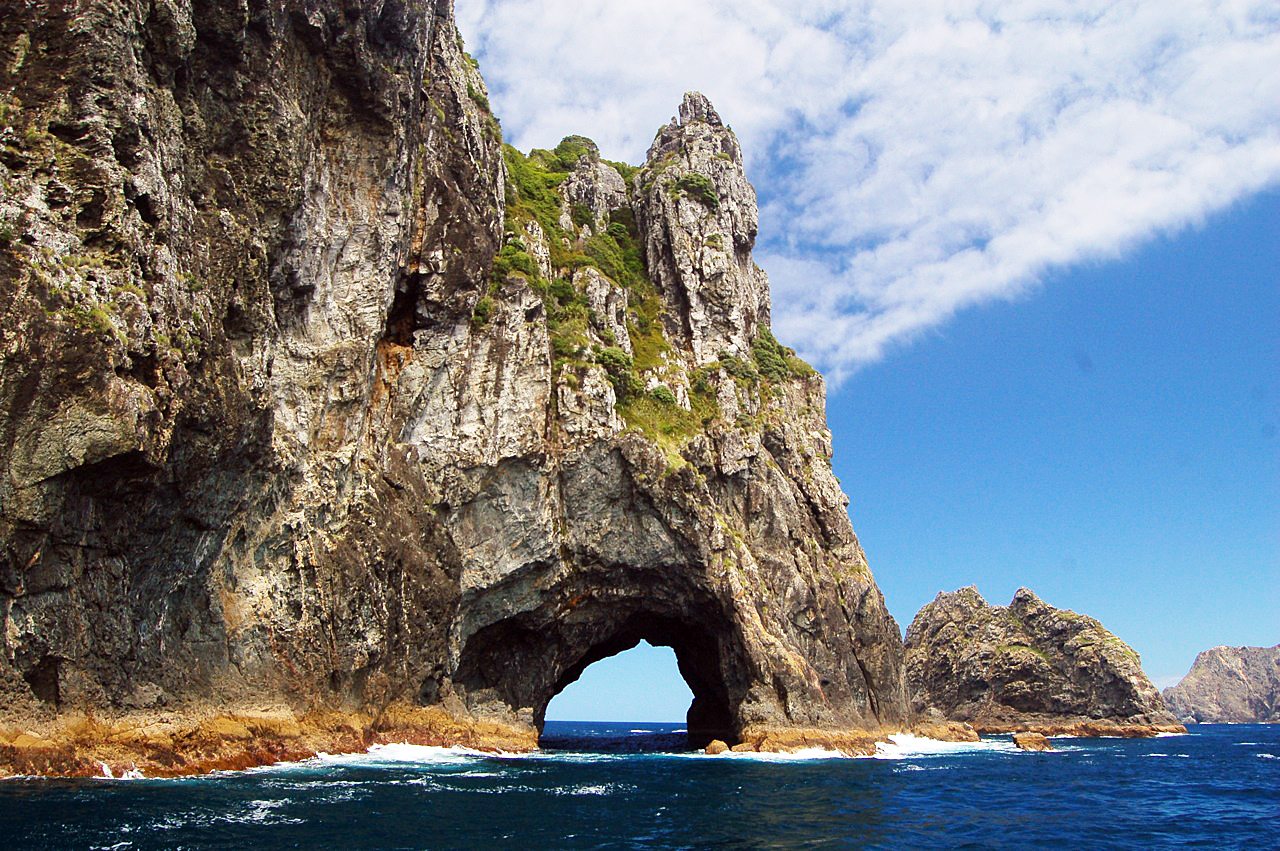
Piercy Island ニュージーランド

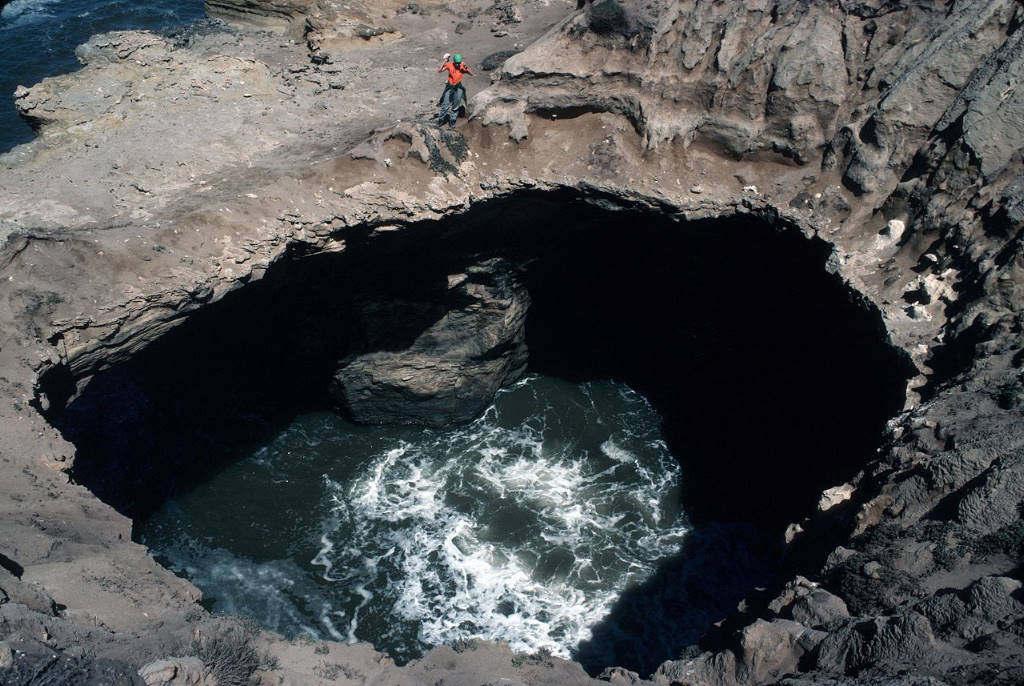
海蝕洞の上部が崩れ天窓ができたもの

海蝕洞（かいしょくどう）とは、波浪による侵食で海食崖に形成された洞窟のこと。常用漢字を用いて「海食洞」とも表記する。

## 概要
海に面した陸地では波の侵食作用で岩が削られ急な崖（海食崖）が形成され、さらに岩質が弱い部分では波による侵食が進み波食窪（ノッチ）や海食洞が形成される。侵食部分のうち幅より奥行きの長さが長いものを海食洞といい、奥行きより幅の長さが長いものを波食窪（ノッチ）という。
水面近くに形成されるものは、干満の具合により、波が来るたびに洞内の海水と空気と一緒に吹き出すことがある。これを潮吹き穴と呼ぶ。また、海蝕洞が沈降した場合、海底洞窟ともなる。海蝕洞の中には岩を貫通し、トンネル状になるものもあり、これを海蝕洞門（海食洞門）と呼ぶ。
人が居住に使った例もあり、洞内に古代の生活跡が残されていることもある。これらの場合、その多くは隆起によって、満潮時の水位より上に洞窟が持ち上がったものがほとんどである。

## 海蝕洞の例

### 北海道・東北
- 函館山の穴澗 （北海道函館市）[2]
- 三陸海岸の海蝕洞群（岩手県）
- 大桟橋（だいさんきょう）（秋田県男鹿市）

### 関東
- 東滑川町の海蝕洞（茨城県日立市）
- 布良海蝕洞（千葉県館山市、 県天然記念物）
- 雨崎海蝕洞（神奈川県三浦市）
- 岩屋（別名弁天窟、金窟、龍窟、蓬莱洞、神窟、本宮岩屋、龍穴、神洞）（神奈川県藤沢市江の島）

### 甲信越
- 七面大天女岩屋（新潟県新潟市西蒲区）

### 東海・北陸
- 玉川海蝕洞（福井県南越前町）

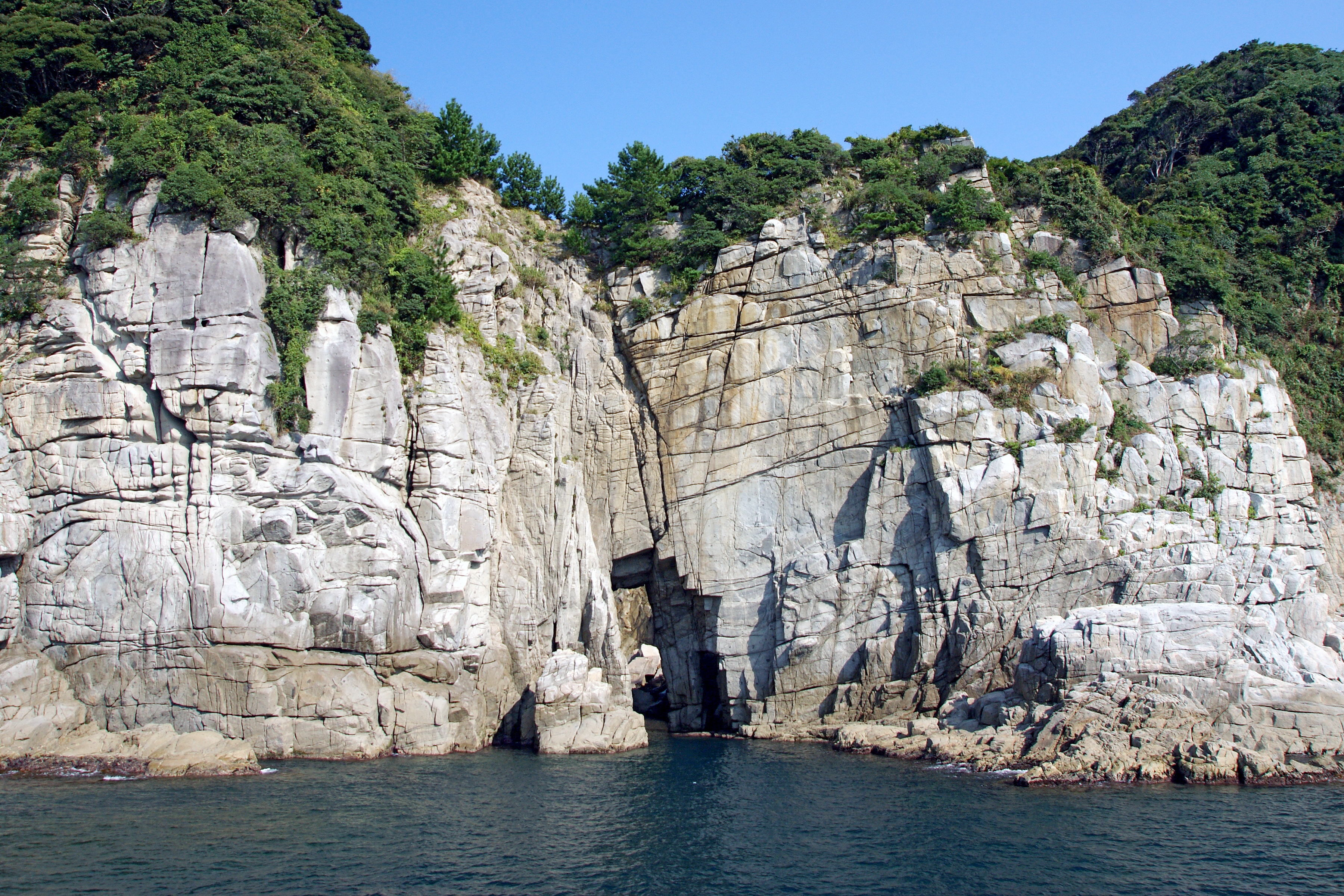
蘇洞門 福井県小浜市

- 蘇洞門の海蝕洞群（福井県小浜市、国の名勝）
- 堂ヶ島天窓洞（静岡県西伊豆町、国の天然記念物）
- 二見町松下の潜島（くぐりじま）（三重県伊勢市）
- 熊野灘の鬼ヶ城（おにがじょう）（三重県熊野市）

### 関西
- 穴文殊（京都府丹後町）
- 円月島 （和歌山県西牟婁郡白浜町臨海浦）
- 三段壁洞窟（和歌山県西牟婁郡白浜町）
- 紀の松島の海蝕洞群（和歌山県那智勝浦町）
- 竹野海岸の淀の洞門（兵庫県豊岡市）
- 香住海岸の海蝕洞群（兵庫県香美町、 国の名勝）

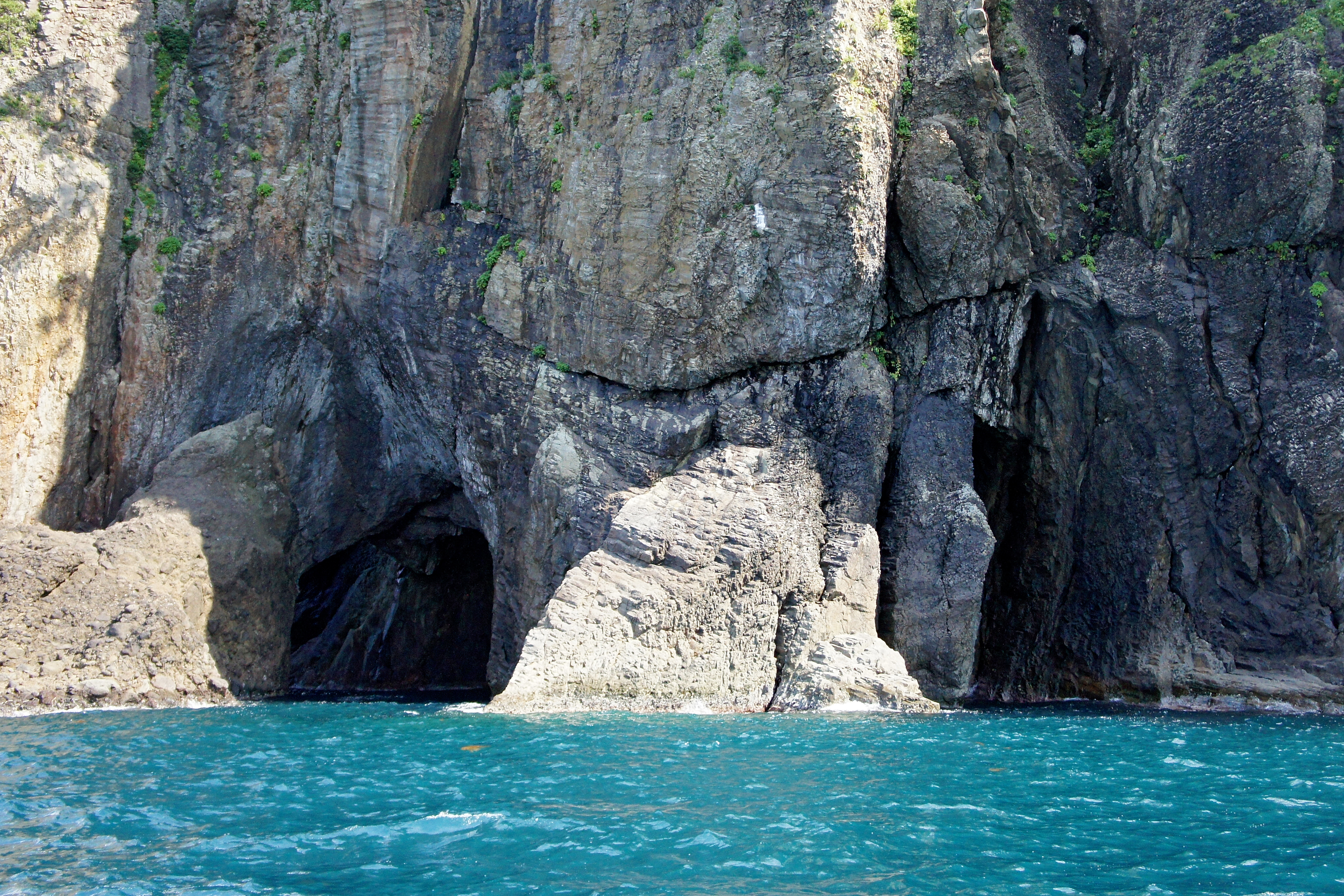
下荒洞門 兵庫県新温泉町

- 但馬御火浦の海蝕洞群（兵庫県新温泉町・香美町、 国の名勝および天然記念物）
  - 釣鐘洞門（世界最大級の洞門、国天然記念物）、下荒洞門、旭洞門、十字洞門など
- 諸寄海岸の海蝕洞群（兵庫県新温泉町） - 諸寄東ノ洞門、諸寄西ノ洞門など
- 居組海岸の海蝕洞群（兵庫県新温泉町） - 日本洞門、亀山洞門など

### 中国・四国
- 浦富海岸の海蝕洞群（鳥取県岩美町、 国の名勝および天然記念物）
- 橋津周辺の海蝕洞（鳥取県湯梨浜町）
- 加賀の潜戸（島根県松江市）
- 国賀海岸の通天橋 （島根県隠岐諸島、 国の名勝および天然記念物）
- 石見畳ヶ浦の海蝕洞（島根県浜田市）
- 黄金洞（山口県長門市）
- 観音洞（山口県長門市）
- 大吼谷蝙蝠洞（おおごうやこうもりどう）（山口県下関市、国の天然記念物）
- 恵比須洞（徳島県美波町）
- 千羽海崖の通り岩（徳島県美波町）
- 御厨人窟（高知県室戸市）

### 九州・沖縄
- 芥屋の大門（けやのおおと）（福岡県糸島市、 国の天然記念物）
- 洞山島（福岡県芦屋町）

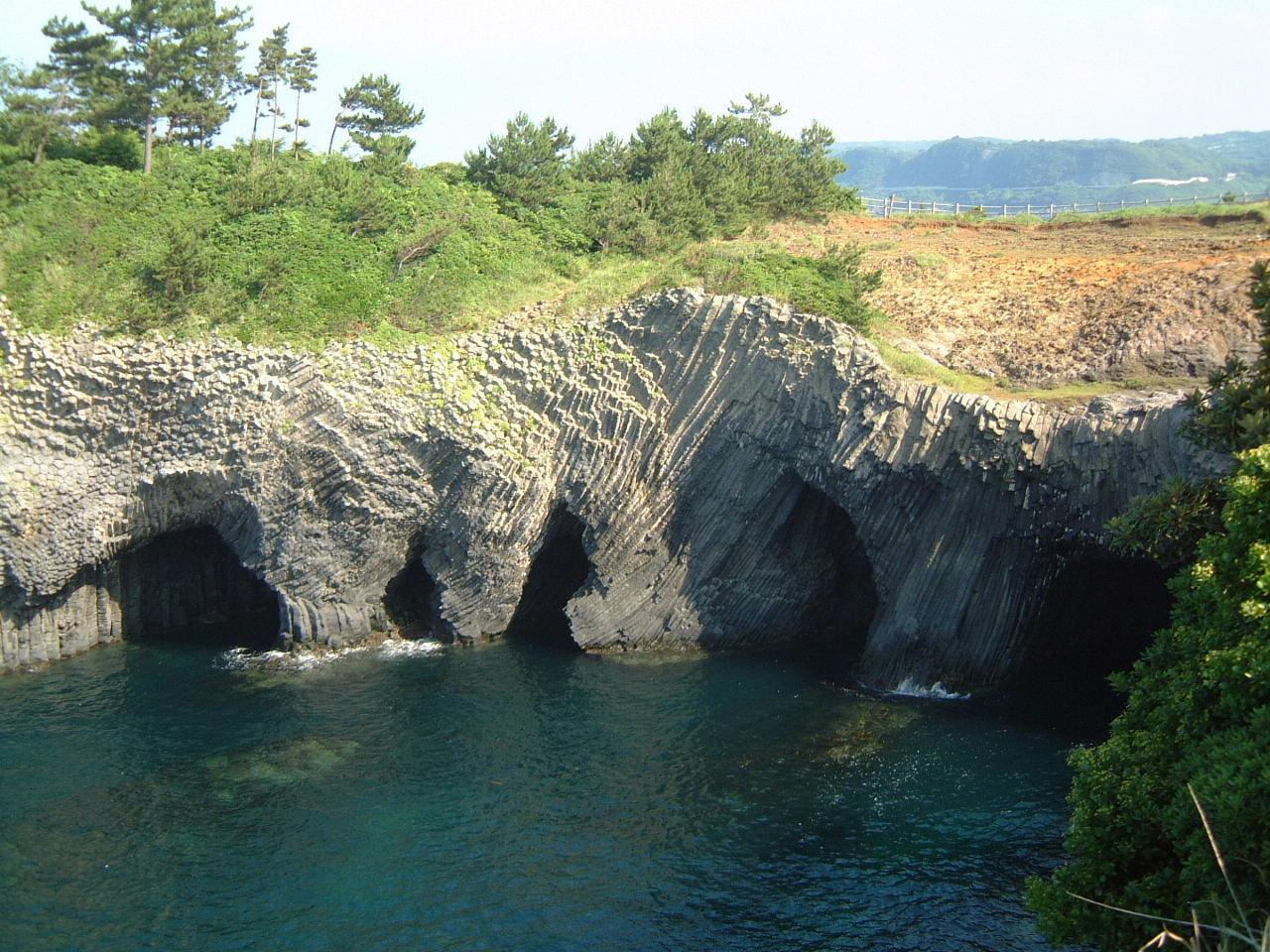
屋形石の七ツ釜 佐賀県唐津市

- 屋形石の七ツ釜（やかたいしのななつがま）（佐賀県唐津市湊町、国の天然記念物）
- 一号橋下海蝕洞（熊本県宇城市）
- 長崎鼻の海蝕洞（大分県豊後高田市、県天然記念物）
- 日豊海岸の海蝕洞群（大分県）
- 島浦島の鼻熊（宮崎県延岡市）
- 鵜戸神宮（宮崎県日南市）
- 俣川洲（鹿児島県指宿市）
- 沖永良部島のフーチャ（鹿児島県和泊町）

### 海外

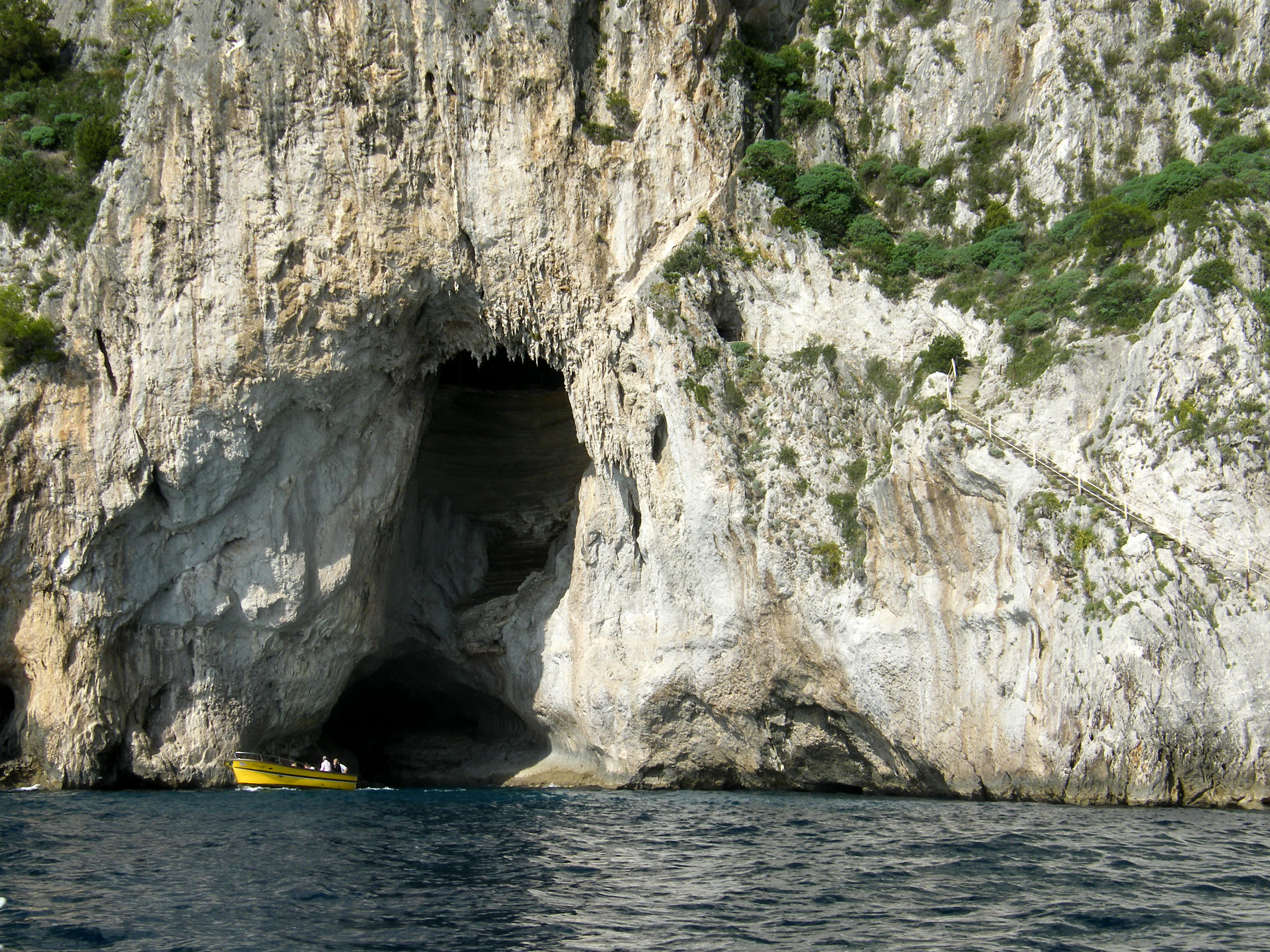
青の洞窟 イタリアカプリ島

- サンタクルズ北部の海蝕洞（アメリカ合衆国カリフォルニア州）
- 青の洞窟（イタリアカンパニア州ナポリ県カプリ島）
- フィンガルの洞窟（イギリススコットランドヘブリディーズ諸島スタファ島）
- ランペドゥーザ島（イタリア）ペラージェ諸島